# モラヴィア王国

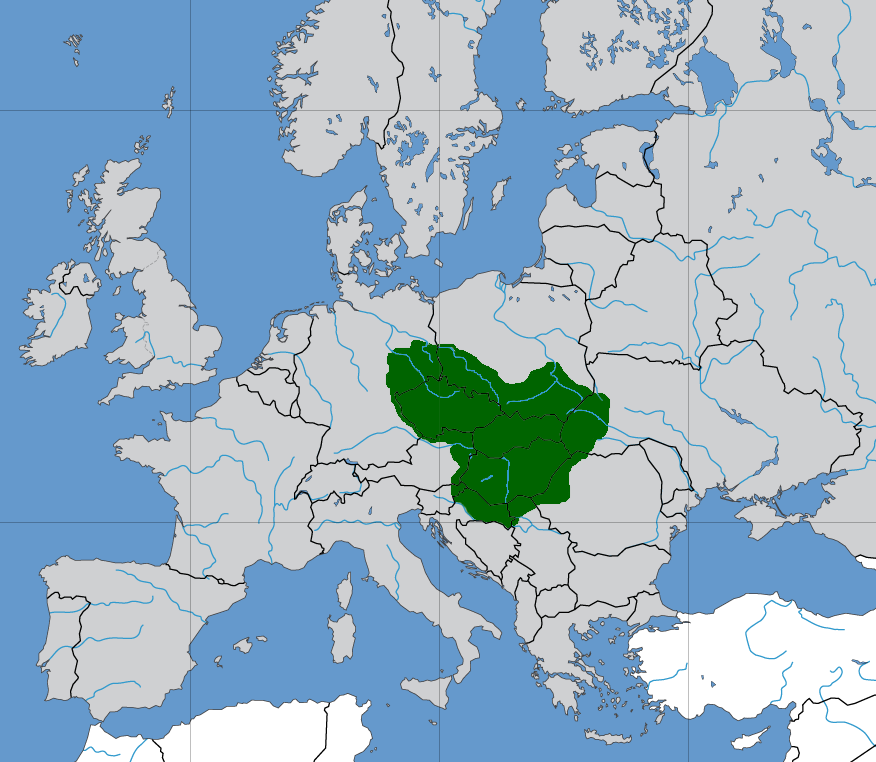
スワトプルクの治世期 (871-894) に最も拡大したモラヴィア王国の版図。

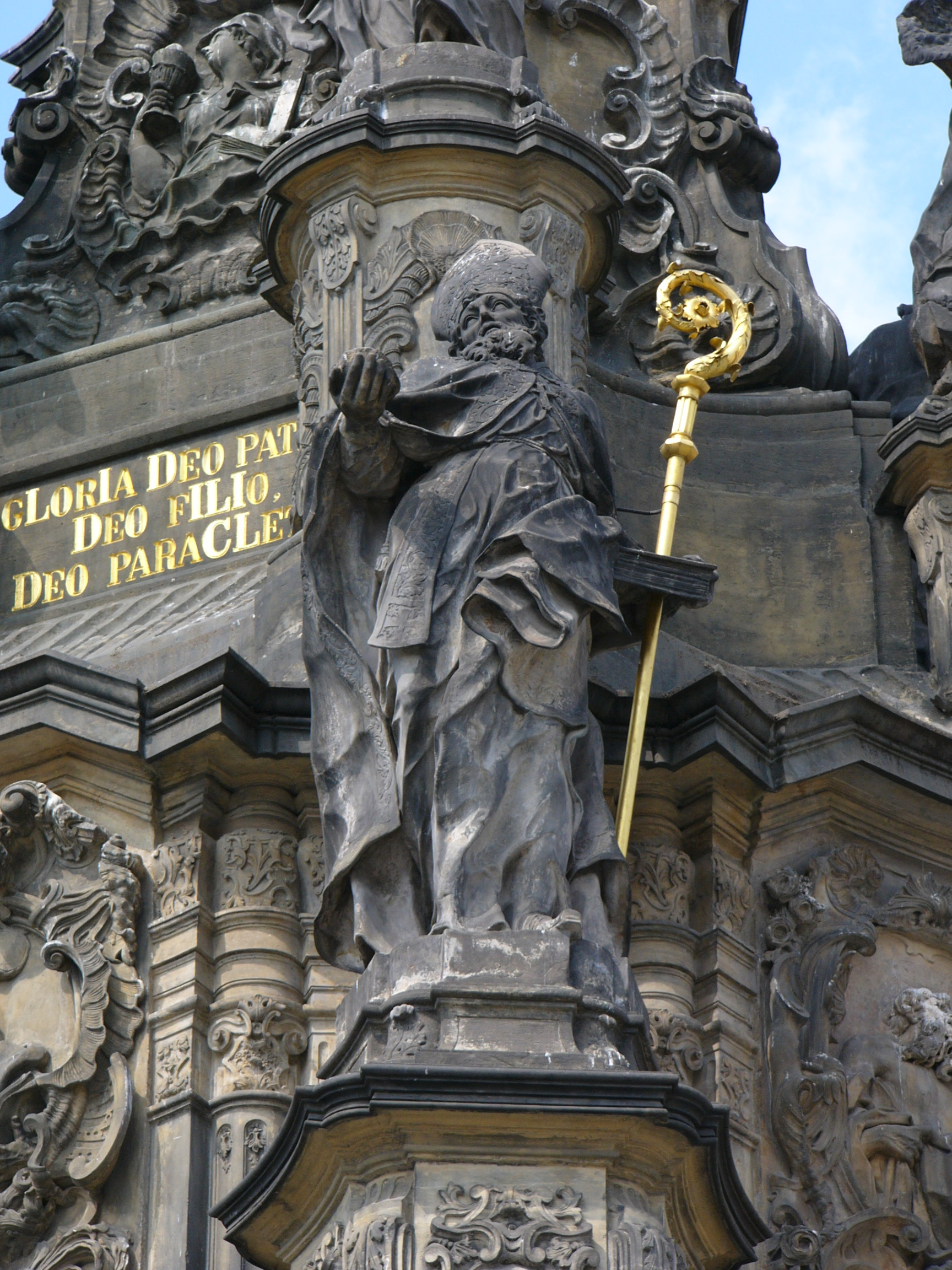
キュリロスの像（モラヴィア地方・オロモウツにある三位一体柱の一部）

モラヴィア王国（Velkomoravská říše）は、9世紀から10世紀初頭にかけて栄えたスラヴ人の王国。大モラヴィア王国などとも表記される。現在のモラヴィア、スロヴァキア辺りの地域を支配した。

## 歴史
スラヴ民族の大移動が発生することでスラヴ民族は続々と東欧に侵入したが、その中でもチェコ族、モラヴィア族は現在のモラヴィア、スロヴァキア方面に移動、630年ごろにはフランク人のサモがサモ王国を建国、それに従ったがこの国は658年には滅亡、サモ王国支配下にあったスラヴ民族は四散した。ただし、チェコ族、モラヴィア族はゲルマン民族、アヴァール族の支配下ではあったが、この地で自立を守った。
その後、ドナウ川支流モラヴァ川流域に拠点を築いていたチェコ族のうち、モイミール率いる一派が徐々に力をつけ、少なくとも822年にはモラヴィア人としてフランク王国の資料に初めて登場しており、833年にはニトラの首長、プリビアを追放、モラヴィアは王国としての形を形成していった。
モイミールの王国が徐々に力をつけ、領土を拡大していくとフランク王国と領域を接することになり、キリスト教の影響を受けたが、モイミールはこれを受け入れ、モラヴィア王国はキリスト教国家として生まれかわり、カトリックのザルツブルク大司教座による布教をみとめ、829年にはフランク王国南東部の都市、パッサウの司教がモラヴィアの教会を管轄することが決定されているなど、フランク王国に服属していた。
しかし、ドナウ川下流域のブルガリア王国の存在がモイミールに警戒感を与えており、フランク王国に服属しつつも独自の勢力を保つようにしていたが、846年東フランク王ルートヴィヒによってモイミールは廃位され、甥のラスチスラフ（ロスティスラフ）が王位についた。ラスチスラフは、853年にブルガリアと同盟を結ぶなど東フランク王国の圧迫に対抗しており、フランク側からの布教に対抗するために東ローマ帝国・正教会との結びつきを図り、宣教師キュリロス（863年に）とメトディオス（864年）を招いた。メトディオスはモラヴィア、パンノニアを管区とするシルミウム大司教に叙階され、この際にグラゴル文字が作成されたが、これはスラヴ語の福音書の翻訳が法書の著作を行うためであり、フランクの教会に対抗するためのものであった。
しかし、これに対して東フランク王国はラスチスラフの甥、スヴァトプルク（スワトプルク）を離反させ、ラスチスラフを870年に捕らえてレーゲンスブルクに送り、盲目にした後に修道院に幽閉した。
スヴァトプルク（スワトプルク）の時代にモラヴィア王国は全盛期を迎え、その領土は南はドラヴァ川、東はティサ川、北はオーデル川までに至り、ボヘミアも手中に収めていたと考えられている。最終的に東フランク王国に従った。これによって東ローマ帝国から招いた修道士たちは追放され、モラヴィア王国のカトリック受容が決定的になった。スヴァトプルクの死後は王位継承をめぐる争い、東フランク王国の圧力、さらにマジャル人の侵入により荒廃し、902年ごろには崩壊、907年ごろに滅亡、ボヘミアのプシェミスル朝の支配下となり、1029年ごろにボヘミア王国へ編入された。